# Gan Le'ummi Mivẕar Yeẖi‘am
Gan Le'ummi Mivẕar Yeẖi‘am (hebreiska: גן לאומי מבצר יחיעם) är en nationalpark i Israel. Den ligger i distriktet Norra distriktet, i den norra delen av landet.